# Flaming Schoolgirls
Flaming Schoolgirls é um álbum de compilação lançado pela banda de rock americana The Runaways. Embora seja considerado muitas vezes uma compilação, pode ser tecnicamente o último álbum de estúdio da banda, pois combina materiais inéditos das gravações de Queens of Noise, com quatro faixas restantes do Live in Japan, de 1977.
| Críticas profissionais | Críticas profissionais |
| Avaliações da crítica  | Avaliações da crítica  |
| Fonte                  | Avaliação              |
| ---------------------- | ---------------------- |
| Allmusic               | [ 1 ]                  |

## Faixas
| Lado A |                                                         |                              |         |  |
| N.º    | Título                                                  | Compositor(es)               | Duração |  |
| 1.     | "Intro" (ao vivo)                                       |                              | 0:21    |  |
| 2.     | "Strawberry Fields" (The Beatles)                       | Lennon–McCartney             | 3:19    |  |
| 3.     | "C'mon"                                                 | Joan Jett                    | 3:58    |  |
| 4.     | "Hollywood Cruisin" (versão alternativa de "Hollywood") | Jett, Jackie Fox, Kim Fowley | 2:42    |  |
| 5.     | "Blackmail" (ao vivo)                                   | Jett, Fowley                 | 2:47    |  |
| 6.     | "Is It Day or Night?" (ao vivo)                         | Fowley                       | 2:32    |  |

| Lado B |                                      |                                               |         |  |
| N.º    | Título                               | Compositor(es)                                | Duração |  |
| 7.     | "Here Comes the Sun" (cover)         | George Harrison                               | 3:02    |  |
| 8.     | "Hollywood Dream"                    | Fowley, Steven T.                             | 3:53    |  |
| 9.     | "Don't Abuse Me"                     | Jett                                          | 3:27    |  |
| 10.    | "I Love Playin' with Fire" (ao vivo) | Jett                                          | 3:47    |  |
| 11.    | "Secrets" (ao vivo)                  | Cherie Currie, Fowley, Sandy West, Kari Krome | 3:15    |  |

## Créditos
The Runaways
- Cherie Currie → vocal e teclados
- Joan Jett → guitarra rítmica e vocal
- Lita Ford → guitarra solo e vocal de apoio
- Jackie Fox → baixo e vocal de apoio
- Sandy West → bateria e vocal de apoio

Produção
- Kim Fowley → produção
- Earle Mankey → produção
- Kent J. Smythe → produção
- Alan Wilson → masterização
- Alex Blades → coordenação
- Niva Bringas → encarte e fotografia